# Bellême
Pour les articles homonymes, voir Bellême (homonymie).
Pour l’article ayant un titre homophone, voir Belém (homonymie).

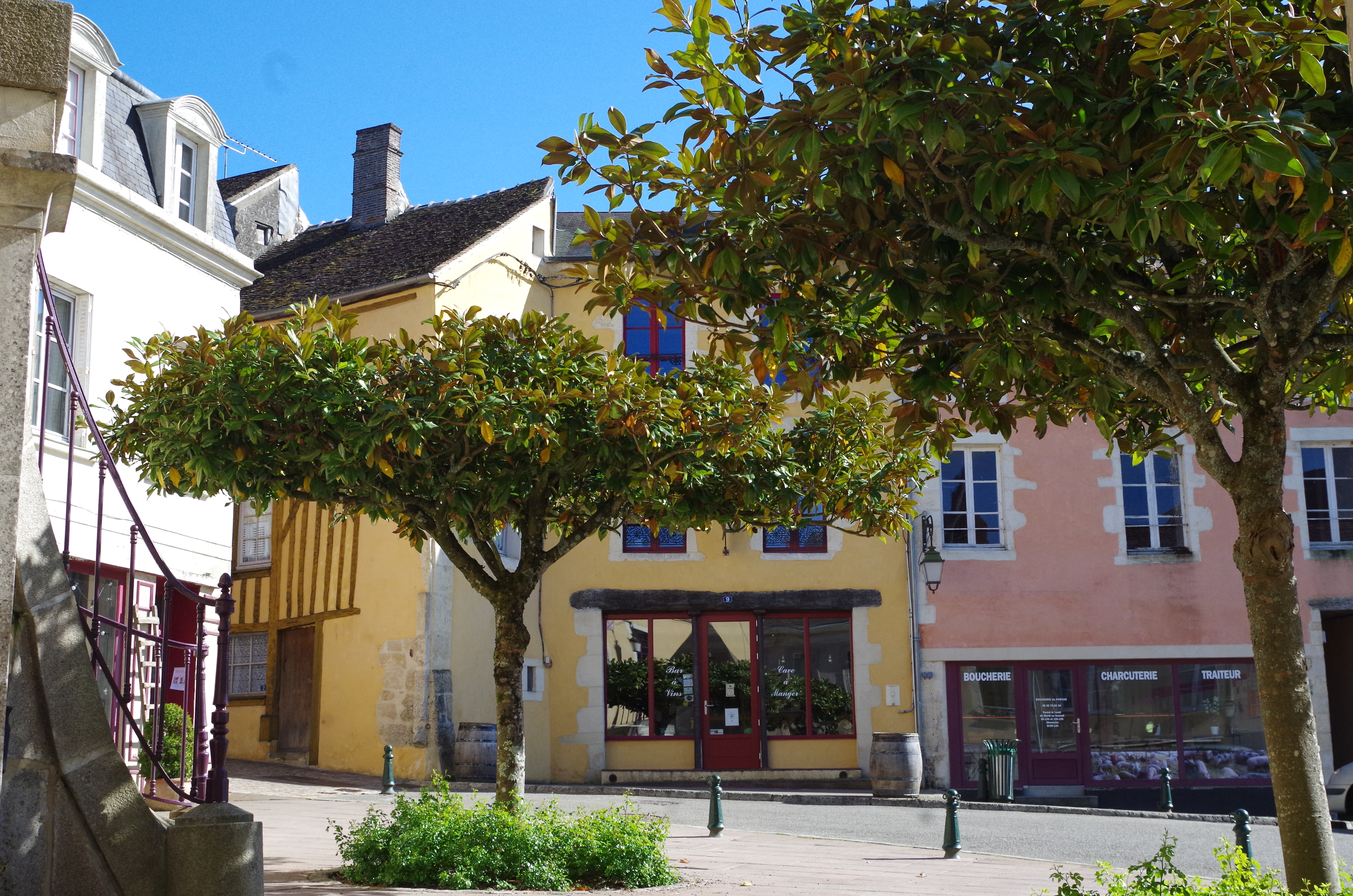
Le quartier de l'église Saint-Sauveur et ses maisons aux façades colorées.

Bellême est une commune française, située dans le département de l’Orne en région Normandie, peuplée de 1 457 habitants en 2022.

## Géographie
Au nord du parc naturel régional du Perche, dans le département de l'Orne, Bellême se trouve sur une colline de la région naturelle du Perche.

### Hydrographie
La commune est située dans le bassin Loire-Bretagne. Elle n'est drainée par aucun cours d'eau.

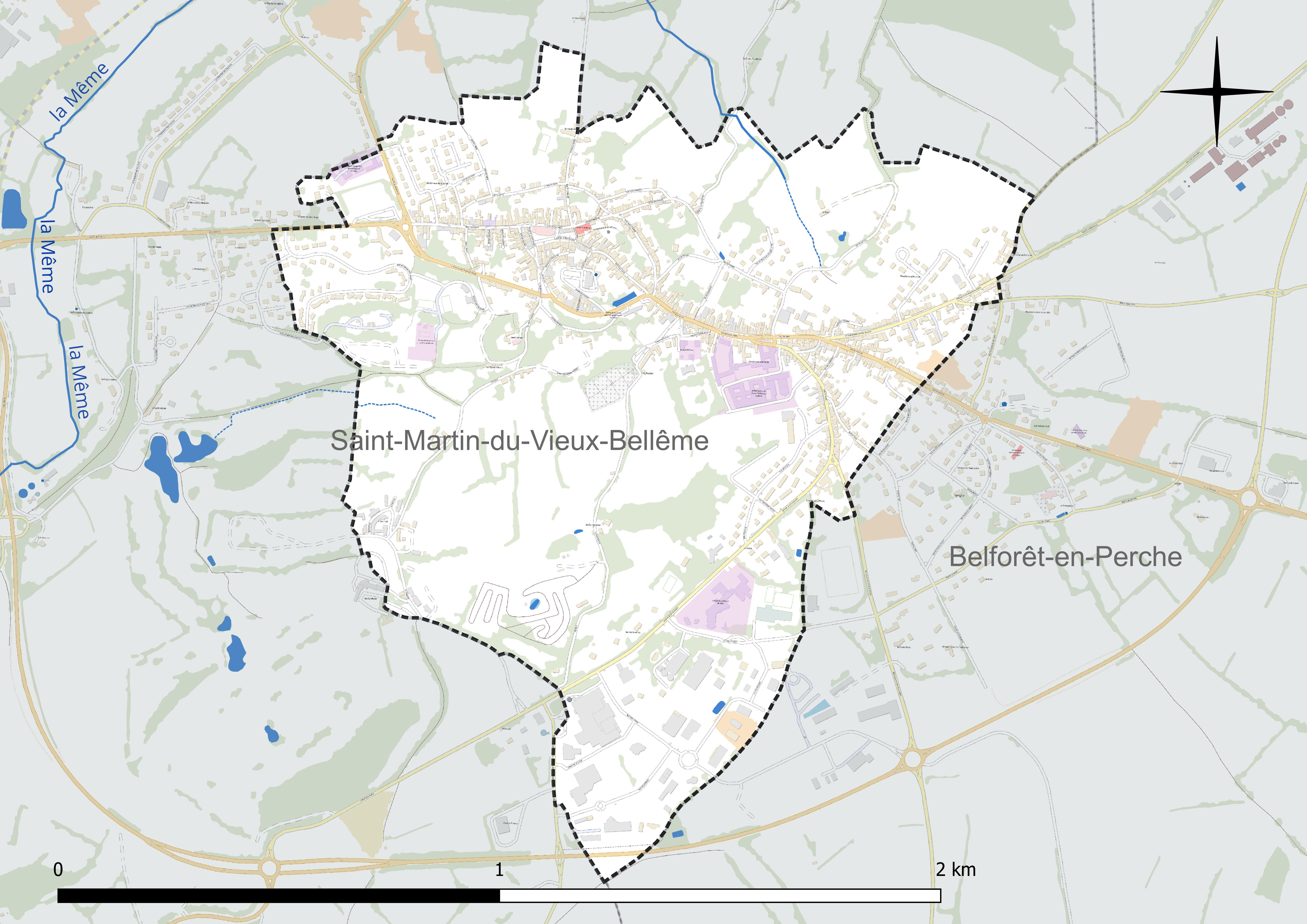
Réseau hydrographique de Bellême.

### Climat
Pour des articles plus généraux, voir Climat de la Normandie et Climat de l'Orne.
En 2010, le climat de la commune est de type climat océanique dégradé des plaines du Centre et du Nord, selon une étude du CNRS s'appuyant sur une série de données couvrant la période 1971-2000. En 2020, Météo-France publie une typologie des climats de la France métropolitaine dans laquelle la commune est exposée à un climat océanique altéré et est dans la région climatique Normandie (Cotentin, Orne), caractérisée par une pluviométrie relativement élevée (850 mm/a) et un été frais (15,5 °C) et venté. Parallèlement le GIEC normand, un groupe régional d’experts sur le climat, différencie quant à lui, dans une étude de 2020, trois grands types de climats pour la région Normandie, nuancés à une échelle plus fine par les facteurs géographiques locaux. La commune est, selon ce zonage, exposée à un « climat contrasté des collines », correspondant au Pays d'Ouche et au Perche et bénéficiant d’un caractère continental affirmé avec des précipitations atténuées et des amplitudes thermiques fortes.
Pour la période 1971-2000, la température annuelle moyenne est de 10,3 °C, avec une amplitude thermique annuelle de 14,3 °C. Le cumul annuel moyen de précipitations est de 790 mm, avec 13 jours de précipitations en janvier et 7,8 jours en juillet. Pour la période 1991-2020, la température moyenne annuelle observée sur la station météorologique la plus proche, située sur la commune de Saint-Martin-du-Vieux-Bellême à 1 km à vol d'oiseau, est de 11,4 °C et le cumul annuel moyen de précipitations est de 810,0 mm,. Pour l'avenir, les paramètres climatiques de la commune estimés pour 2050 selon différents scénarios d’émission de gaz à effet de serre sont consultables sur un site dédié publié par Météo-France en novembre 2022.

## Urbanisme

### Typologie
Au 1er janvier 2024, Bellême est catégorisée bourg rural, selon la nouvelle grille communale de densité à sept niveaux définie par l'Insee en 2022. Elle appartient à l'unité urbaine de Bellême, une agglomération intra-départementale regroupant deux communes, dont elle est ville-centre,,. La commune est en outre hors attraction des villes,.

### Occupation des sols
L'occupation des sols de la commune, telle qu'elle ressort de la base de données européenne d’occupation biophysique des sols Corine Land Cover (CLC), est marquée par l'importance des territoires artificialisés (72,7 % en 2018), en augmentation par rapport à 1990 (64 %). La répartition détaillée en 2018 est la suivante : zones urbanisées (42,6 %), prairies (22,8 %), zones industrielles ou commerciales et réseaux de communication (16 %), espaces verts artificialisés, non agricoles (14,1 %), terres arables (4,5 %). L'évolution de l’occupation des sols de la commune et de ses infrastructures peut être observée sur les différentes représentations cartographiques du territoire : la carte de Cassini (XVIIIe siècle), la carte d'état-major (1820-1866) et les cartes ou photos aériennes de l'IGN pour la période actuelle (1950 à aujourd'hui).

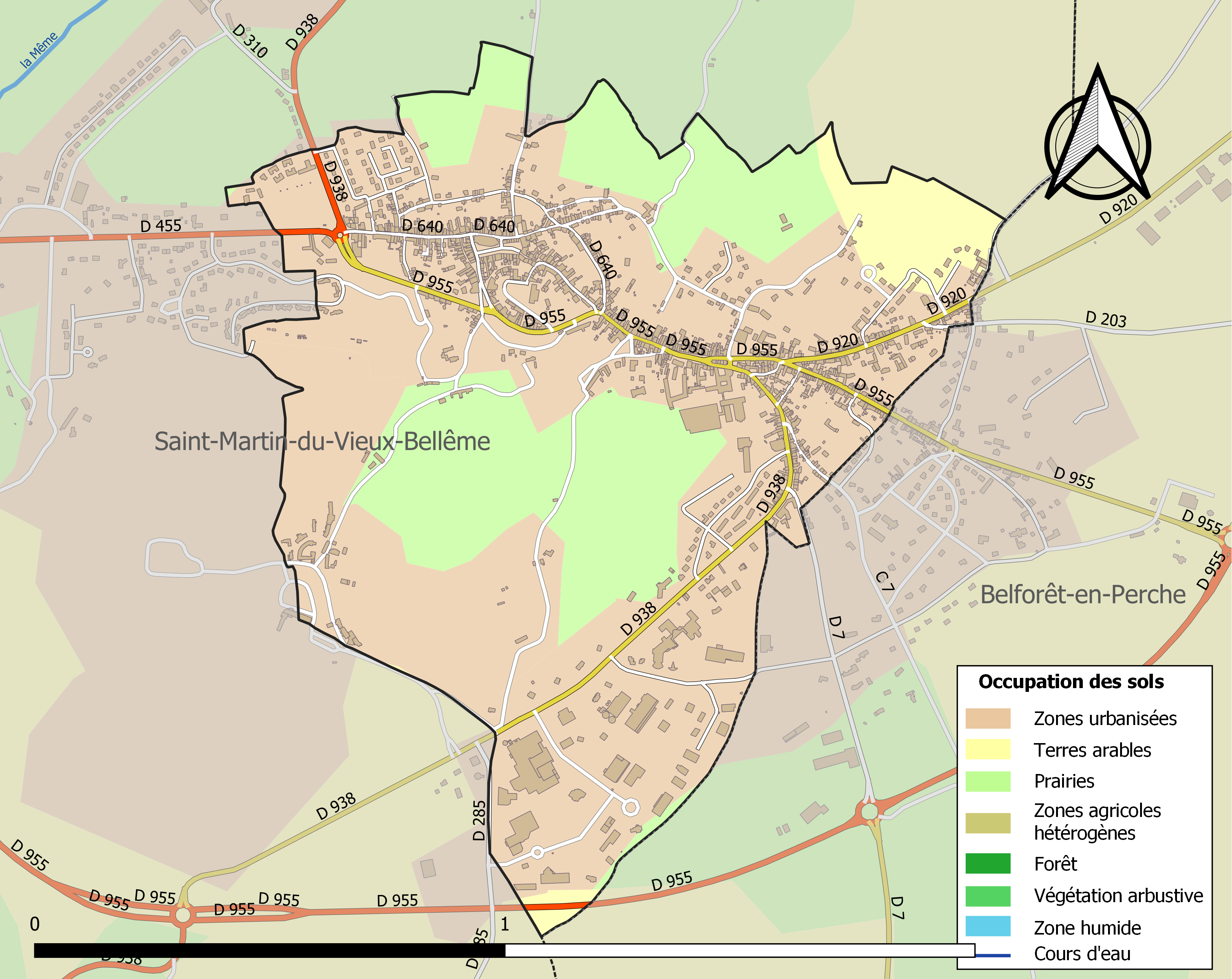
Carte des infrastructures et de l'occupation des sols de la commune en 2018 (CLC).

## Toponymie
Le nom de la localité est attesté sous la forme Belismo au Xe siècle.
De Belisama (déesse gauloise).
Le gentilé est Bellêmois.

## Histoire

### Moyen âge
Bellême fut le centre de la seigneurie de Bellême.
En 940, Yves de Creil, ingénieur en machines de guerre à la cour du roi Louis IV d'Outremer, reçut le comté en récompense pour avoir sauvé le fils du duc de Normandie, Guillaume Ier Longue Épée.
Au début du XIe siècle, Guillaume Ier de Bellême dit « Talnas » fera construire les premières places fortes d'Alençon et de Domfront.
En 1087, Robert de Bellême, apprenant la mort du duc-roi Guillaume le Conquérant, après avoir expulsé la garnison locale et repris le château d'Alençon fit de même à Bellême.
En 1111, Henri Ier, roi d'Angleterre et duc de Normandie, écrase une nouvelle coalition menée par Robert de Bellême et Guillaume comte d'Évreux, et, en 1113, il fait prisonnier ce même Robert et rase la forteresse. Henri inféode alors la seigneurie à son gendre, le comte de Mortagne, Rotrou qui se qualifie de comte du Perche et seigneur de Bellême.
En 1413, la place est prise par les Bourguignons, les Anglais en 1424, et, en 1449, par le duc d'Alençon Jean II.
L'un des épisodes marquants de la localité fut le siège de Bellême, en 1228, par Blanche de Castille, en compagnie de son fils, le futur Saint Louis, pour la soustraire au breton Pierre Mauclerc, ville que lui avait confié Louis VIII, le père de Saint-Louis, et cela malgré le traite de Vendôme du 16 mars 1227. La Croix-Feue-Reine, érigée à Appenai-sous-Bellême, situé à 2 km de Bellême, garde souvenir de l'événement.

### Temps modernes
Deux habitants de Bellême ont émigré en 1651 en Nouvelle-France au XVIIe siècle et ainsi contribué à l'épopée des Percherons au Canada : François Peuvret, sieur de Margontier (mort en 1657), sans descendance, et son frère, Jean-Baptiste Peuvret, sieur de Mesnu (baptisé vers 1632, mort en 1697 à Québec), ancêtre des Peuvret du Québec[pertinence contestée].
Jusqu'en 1784, Bellême est traversée par le chemin royal de Paris en Bretagne, qui passe par Dreux, Châteauneuf-en-Thymerais, Rémalard, Bellême, Igé, Bonnétable, Le Mans et Angers, jusqu'à Nantes. À partir de cette date, le chemin royal est détourné et passe à Nogent-le-Rotrou et La Ferté-Bernard, jusqu'au Mans.
Bellême a connu une activité textile florissante, particulièrement aux XVIIe et XVIIIe siècles.

### Révolution française et empire
En s'alliant avec Nogent-le-Rotrou, elle réussit à s'imposer contre Mortagne pour réunir, en avril 1789, les états généraux du bailliage du Perche. Bellesme fut chef-lieu de district sous la Révolution.

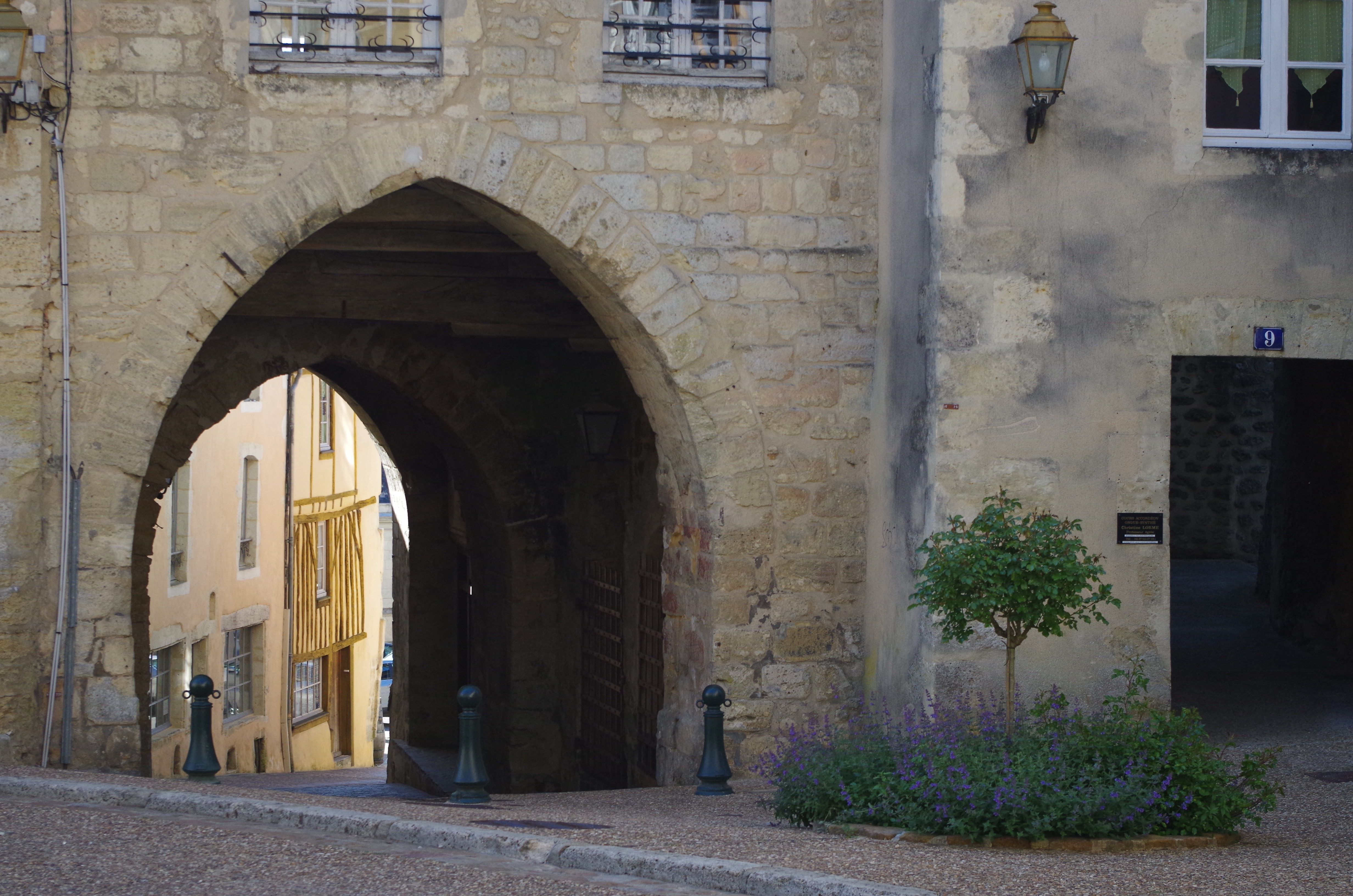
Le porche du château.
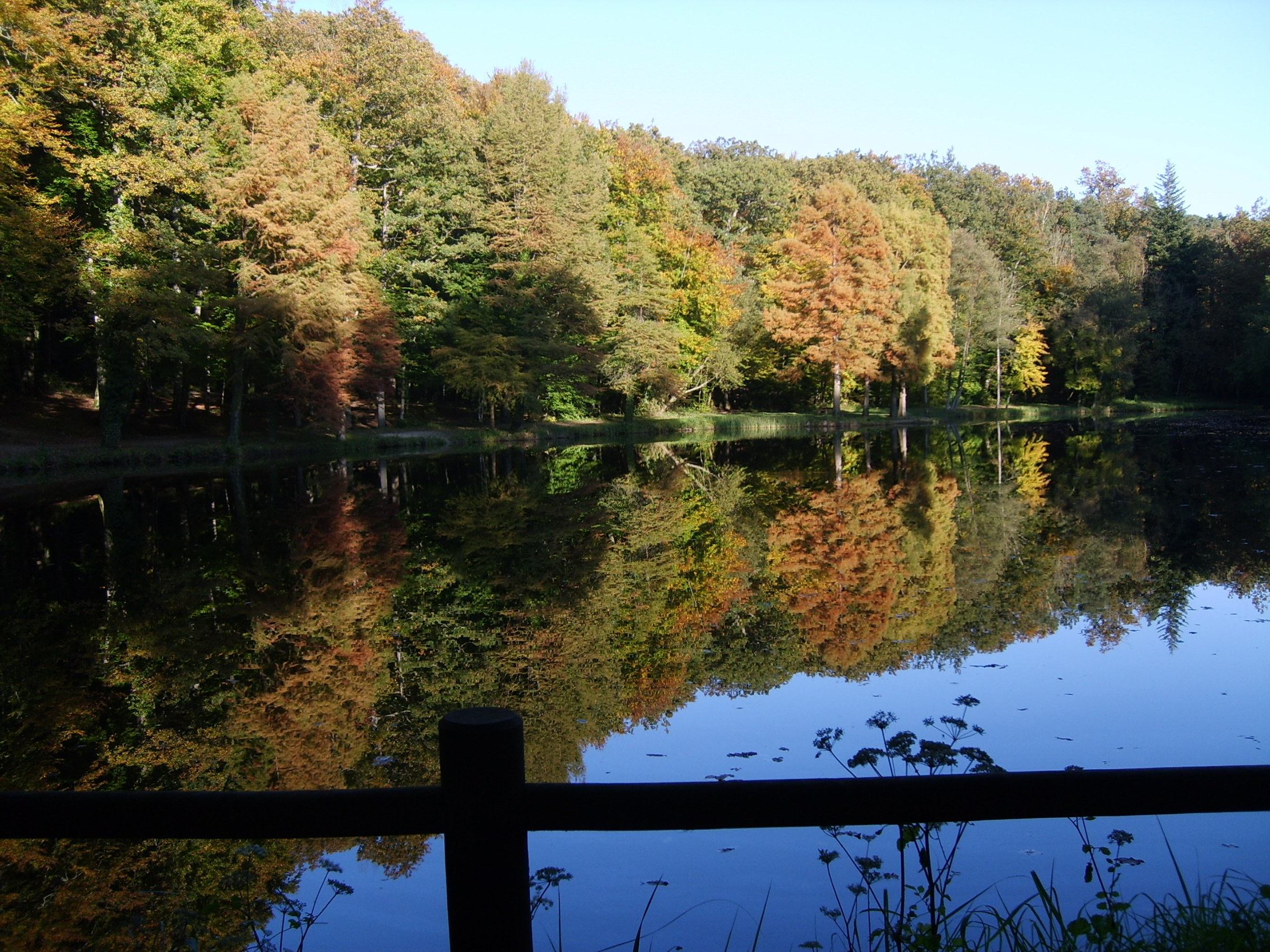
La forêt de Bellême.

## Politique et administration

### Liste des maires

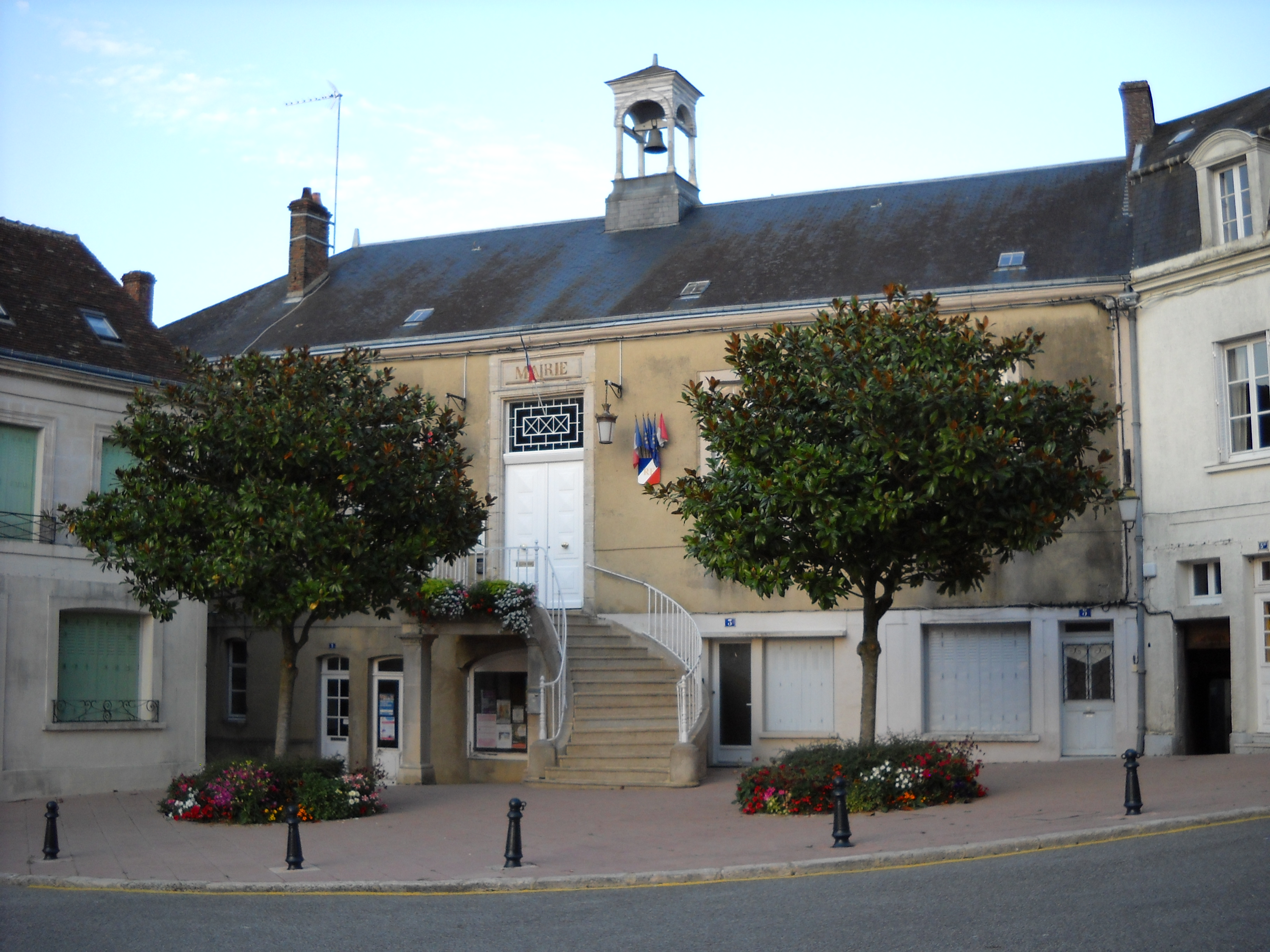
La mairie.

| Période                                  | Période      | Identité                                      | Étiquette | Qualité                       |
| ---------------------------------------- | ------------ | --------------------------------------------- | --------- | ----------------------------- |
| 1815                                     | 1821         | Louis Alexandre Guillaume de Nolet de Malvoue |           |                               |
| 1977                                     | mars 2001    | Francis Geng                                  | UDF       | Cadre, député de 1978 à 1993  |
| mars 2001                                | mars 2008    | Christiane Roussel                            | PS        | Adjointe administrative       |
| mars 2008                                | juillet 2018 | Vincent Segouin                               | LR        | Agent général d'assurance     |
| juillet 2018                             | mai 2020     | Olivier Voisin                                | SE        | Chef d'entreprise             |
| mai 2020                                 | En cours     | Rémy Tessier                                  | DVD       | Directeur d’hôpital honoraire |
| Les données manquantes sont à compléter. |              |                                               |           |                               |

### Jumelages
- Goring-on-Thames (Angleterre) depuis 1979.
- Stühlingen (Allemagne) depuis 1980.

## Population et société

### Démographie
L'évolution du nombre d'habitants est connue à travers les recensements de la population effectués dans la commune depuis 1793. Pour les communes de moins de 10 000 habitants, une enquête de recensement portant sur toute la population est réalisée tous les cinq ans, les populations de référence des années intermédiaires étant quant à elles estimées par interpolation ou extrapolation. Pour la commune, le premier recensement exhaustif entrant dans le cadre du nouveau dispositif a été réalisé en 2007.
En 2022, la commune comptait 1 457 habitants, en évolution de −3,83 % par rapport à 2016 (Orne : −3,21 %, France hors Mayotte : +2,11 %).
| 1793  | 1800  | 1806  | 1821  | 1836  | 1841  | 1846  | 1851  | 1856  |
| ----- | ----- | ----- | ----- | ----- | ----- | ----- | ----- | ----- |
| 2 771 | 2 708 | 2 862 | 3 103 | 3 263 | 3 143 | 3 350 | 3 126 | 3 130 |

| 1861  | 1866  | 1872  | 1876  | 1881  | 1886  | 1891  | 1896  | 1901  |
| ----- | ----- | ----- | ----- | ----- | ----- | ----- | ----- | ----- |
| 3 153 | 3 108 | 3 199 | 2 935 | 2 825 | 2 656 | 2 563 | 2 599 | 2 627 |

| 1906  | 1911  | 1921  | 1926  | 1931  | 1936  | 1946  | 1954  | 1962  |
| ----- | ----- | ----- | ----- | ----- | ----- | ----- | ----- | ----- |
| 2 338 | 2 187 | 1 944 | 1 992 | 1 938 | 1 792 | 1 697 | 1 627 | 1 844 |

| 1968  | 1975  | 1982  | 1990  | 1999  | 2006  | 2007  | 2012  | 2017  |
| ----- | ----- | ----- | ----- | ----- | ----- | ----- | ----- | ----- |
| 1 742 | 1 843 | 1 849 | 1 788 | 1 774 | 1 602 | 1 576 | 1 593 | 1 464 |

| 2022  | - | - | - | - | - | - | - | - |
| ----- | - | - | - | - | - | - | - | - |
| 1 457 | - | - | - | - | - | - | - | - |

### Manifestations culturelles et festivités
- Les Mycologiades internationales : festival annuel de mycologie.
- Spectacle historique nocturne estival de l'association Au Cœur du Perche, Le Trésor maudit, au parc de Vigan, labellisé par la Fédération française des fêtes et spectacles historiques[33].
- Foire de la Saint-Simon (Simon le Zélote) le 28 octobre.
- Les illuminations de décembre depuis Noël 2008.

## Culture locale et patrimoine

### Lieux et monuments

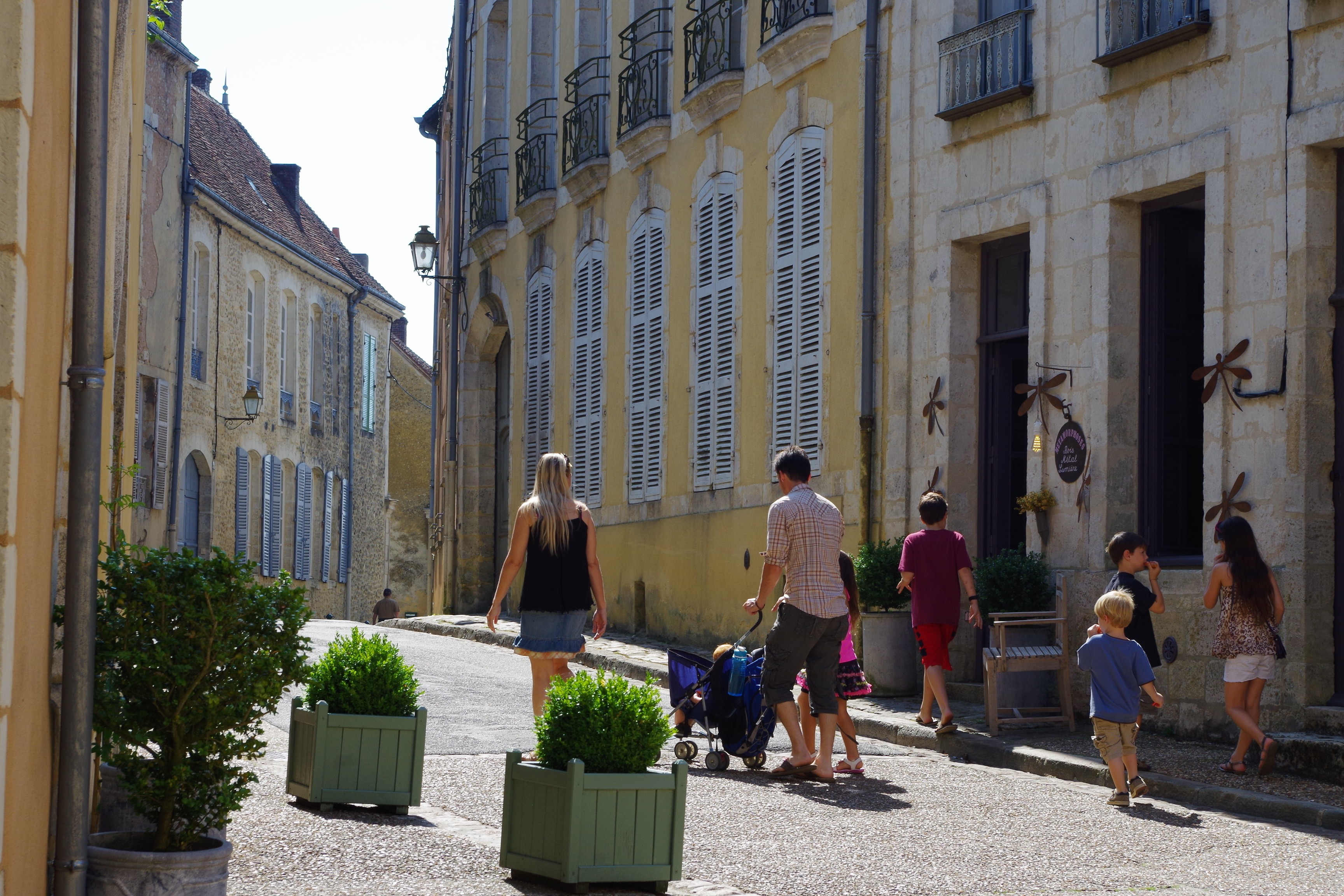
La rue Ville-Close.

- L'église Saint-Sauveur, des XVe et XVIe siècles, reconstruite de 1675 à 1710 avec son horloge excentrée (voir la liste d'églises avec clocher à horloge excentrée).
- Le presbytère, rue de la Coquetère, acquis par la ville et la fabrique de Bellême le 22 janvier 1868, est un ancien hôtel particulier construit à la fin du XVIe siècle[34].
- Crypte romane de la chapelle Saint-Santin, du Xe siècle.

La chapelle est bâtie sur la motte de l'ancien château de Bellême.
- L'enceinte de Bellême[36], et ses principaux vestiges : la porte Saint-Sauveur du XVe siècle, inscrite au titre des monuments historiques par arrêté du 19 mai 1937[37], et, la tour de l'Horloge, avec une plaque commémorative de la prise en 1229 du château et de la ville par Saint Louis et sa mère Blanche de Castille, inscrite par arrêté du 17 janvier 1989[38], ainsi que les douves de l'ancien château[39] aménagées pour recevoir quelques espèces d'animaux aquatiques.

Pour avoir été le grenier à sel de la cité, la porte Saint-Sauveur subit une dégradation : le sel ronge la pierre, menaçant le bâtiment de destruction.
- Maisons des XVIIe et XVIIIe siècles.
- Hôtel de ville du XVIIe siècle.
- Cadrans solaires, rue du Château, place de la République et place Liègeard.
- Le Colin-Maillard, statue de Victor-Edmond Leharivel-Durocher (1806-1878), les promenades.
- Le « Chêne de l'école », dans la forêt qui borde le village, qui a plus de 350 ans[41].

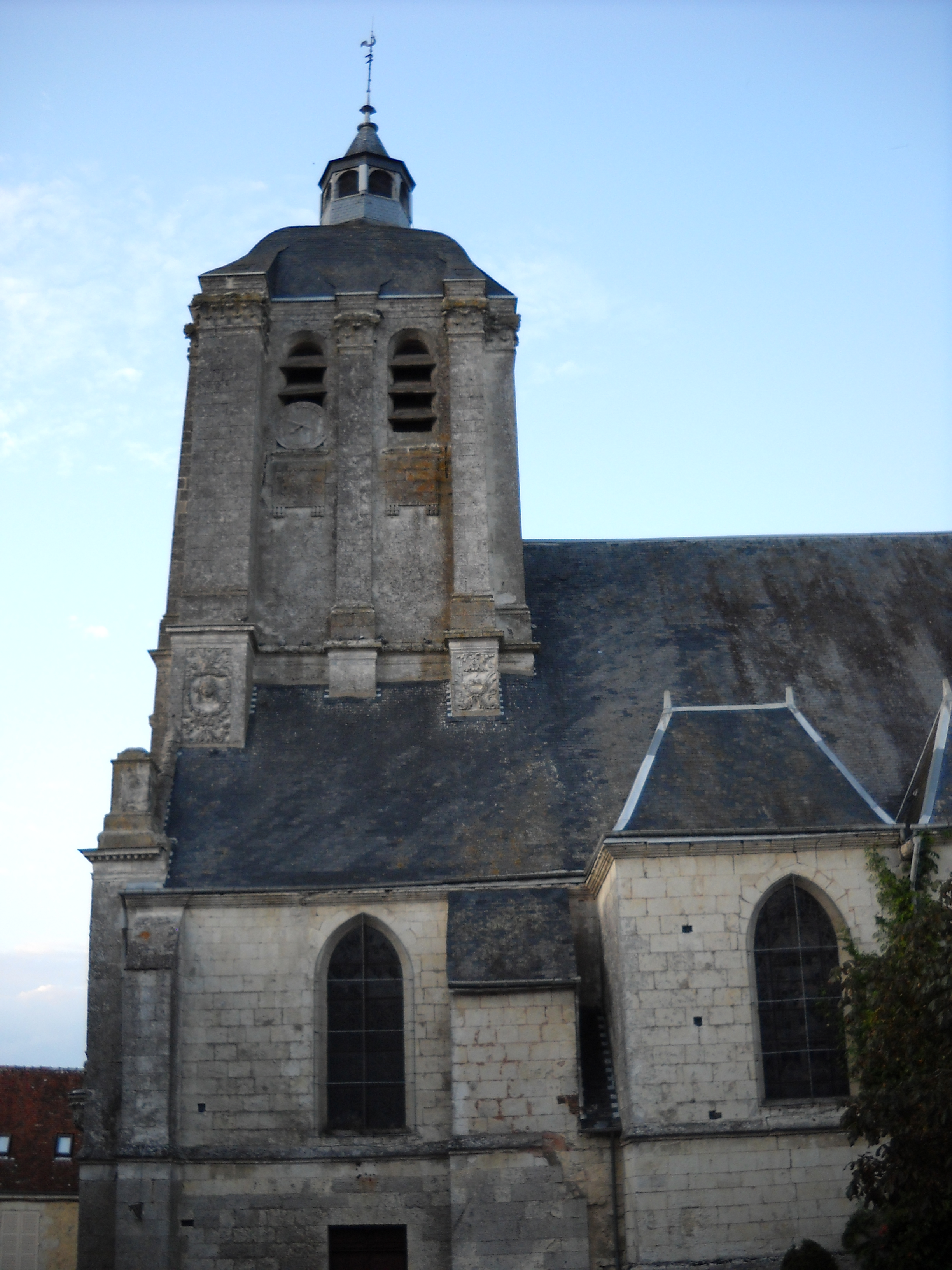
L'église Saint-Sauveur.
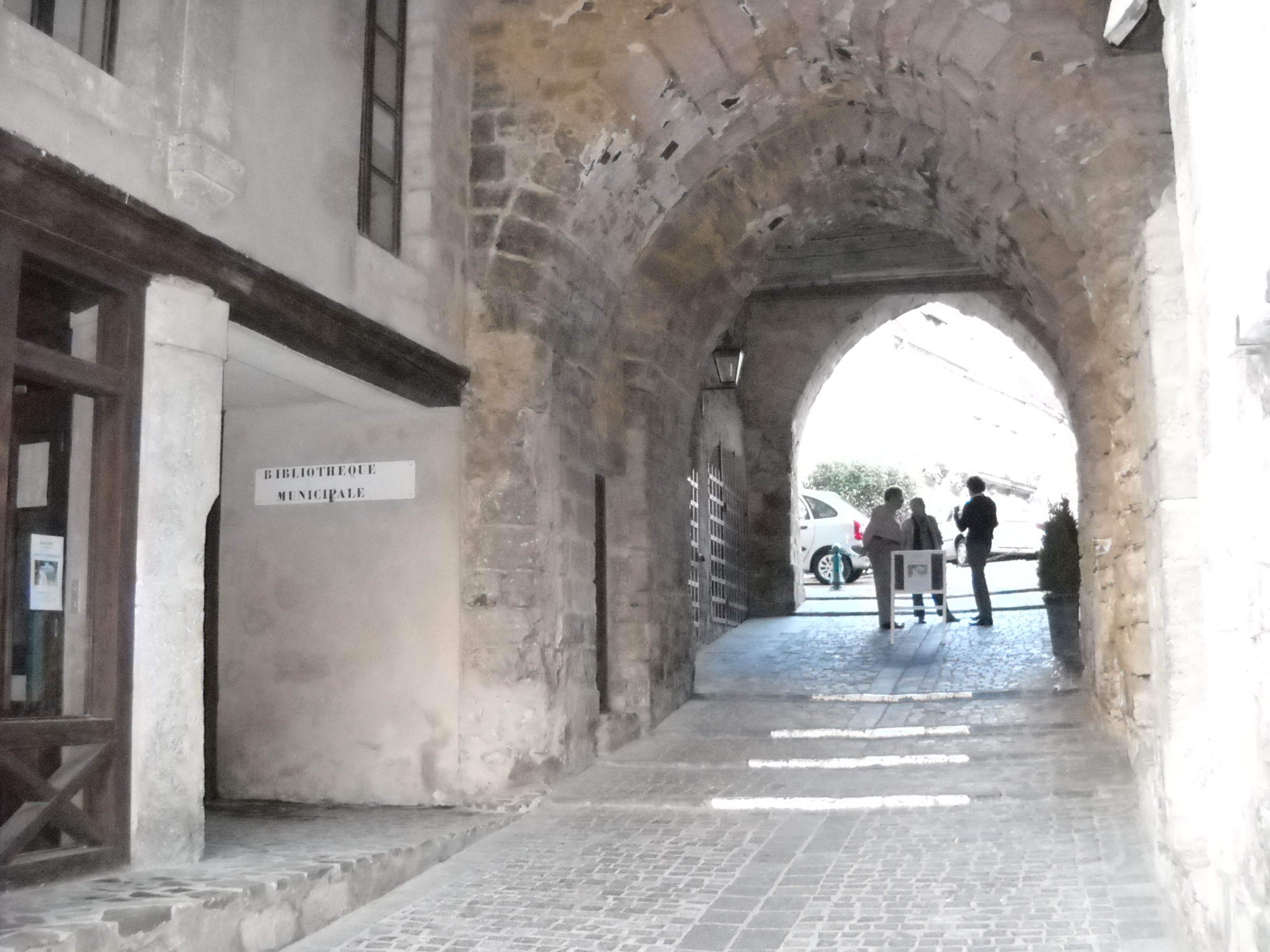
Une des portes des anciens remparts.
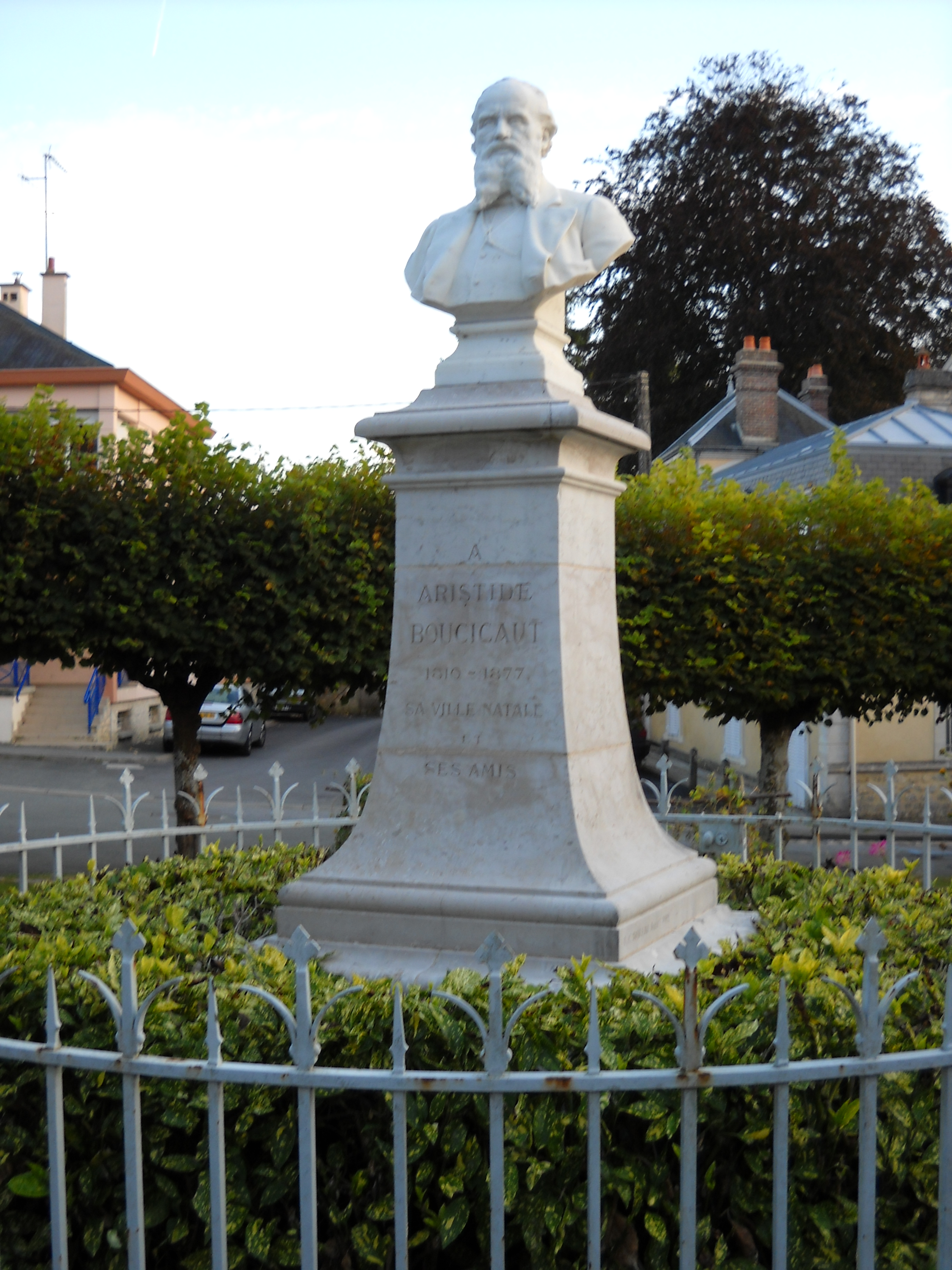
La statue d'Aristide Boucicaut.
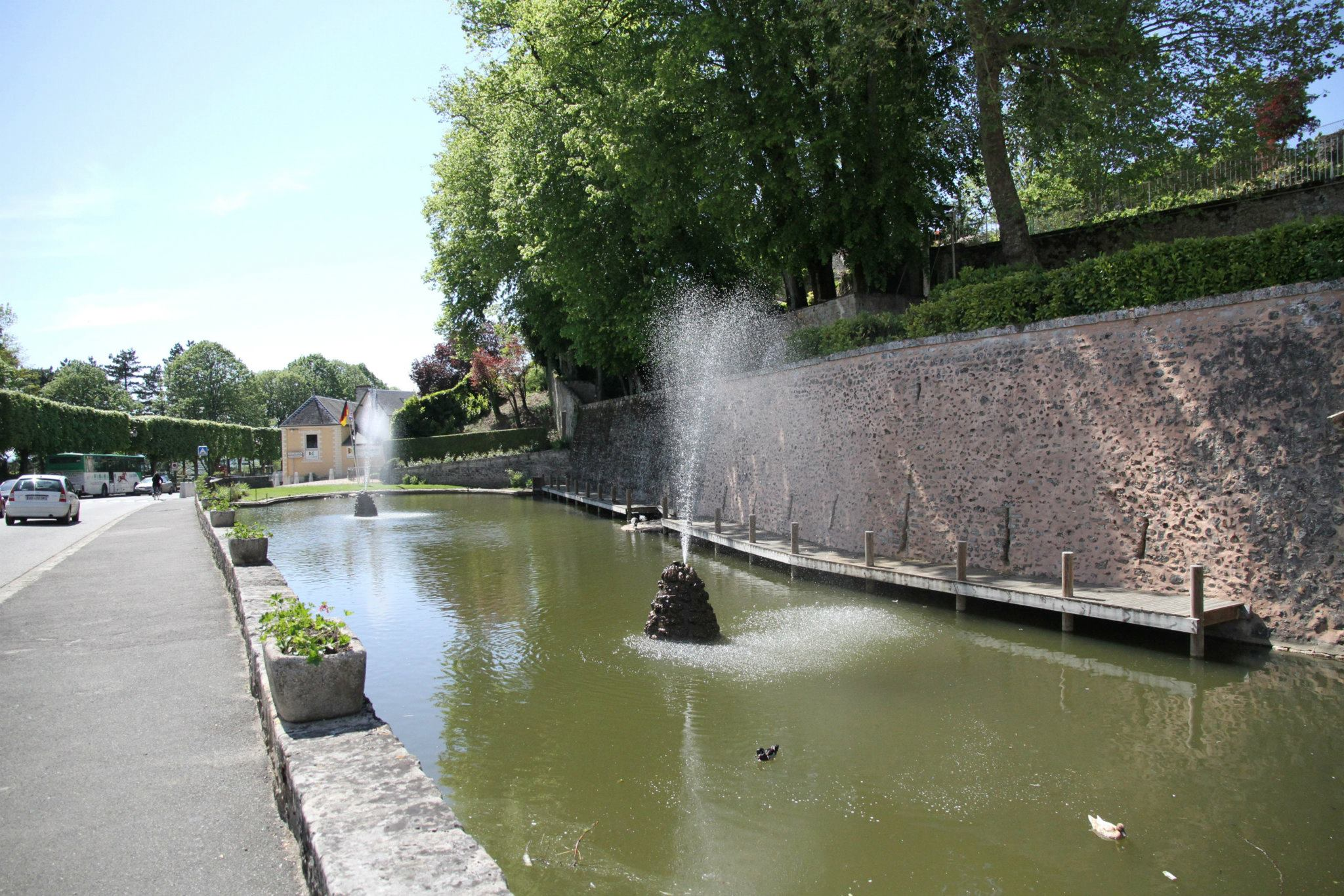
Les douves de l'ancien château.
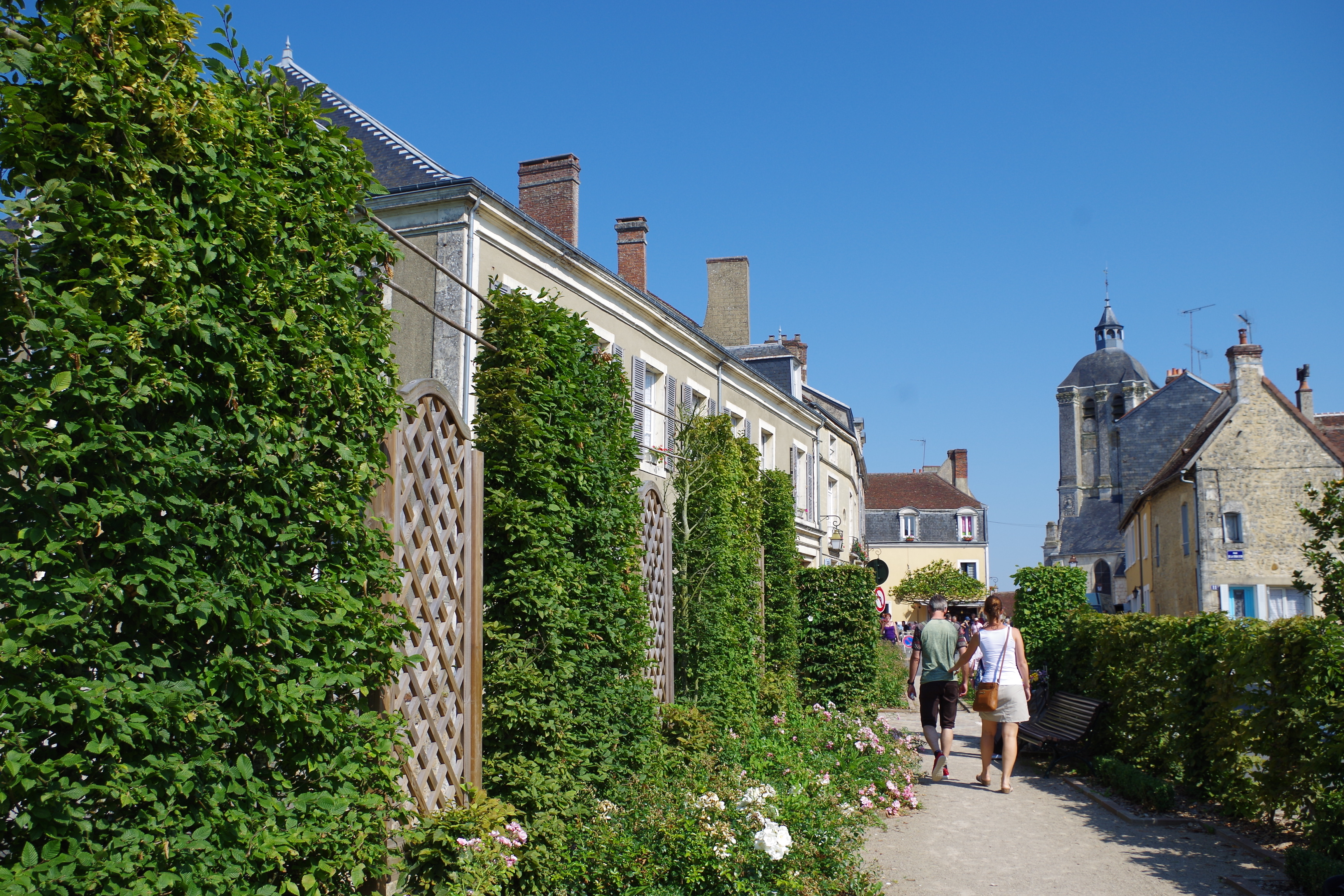
Le square place au Blé.
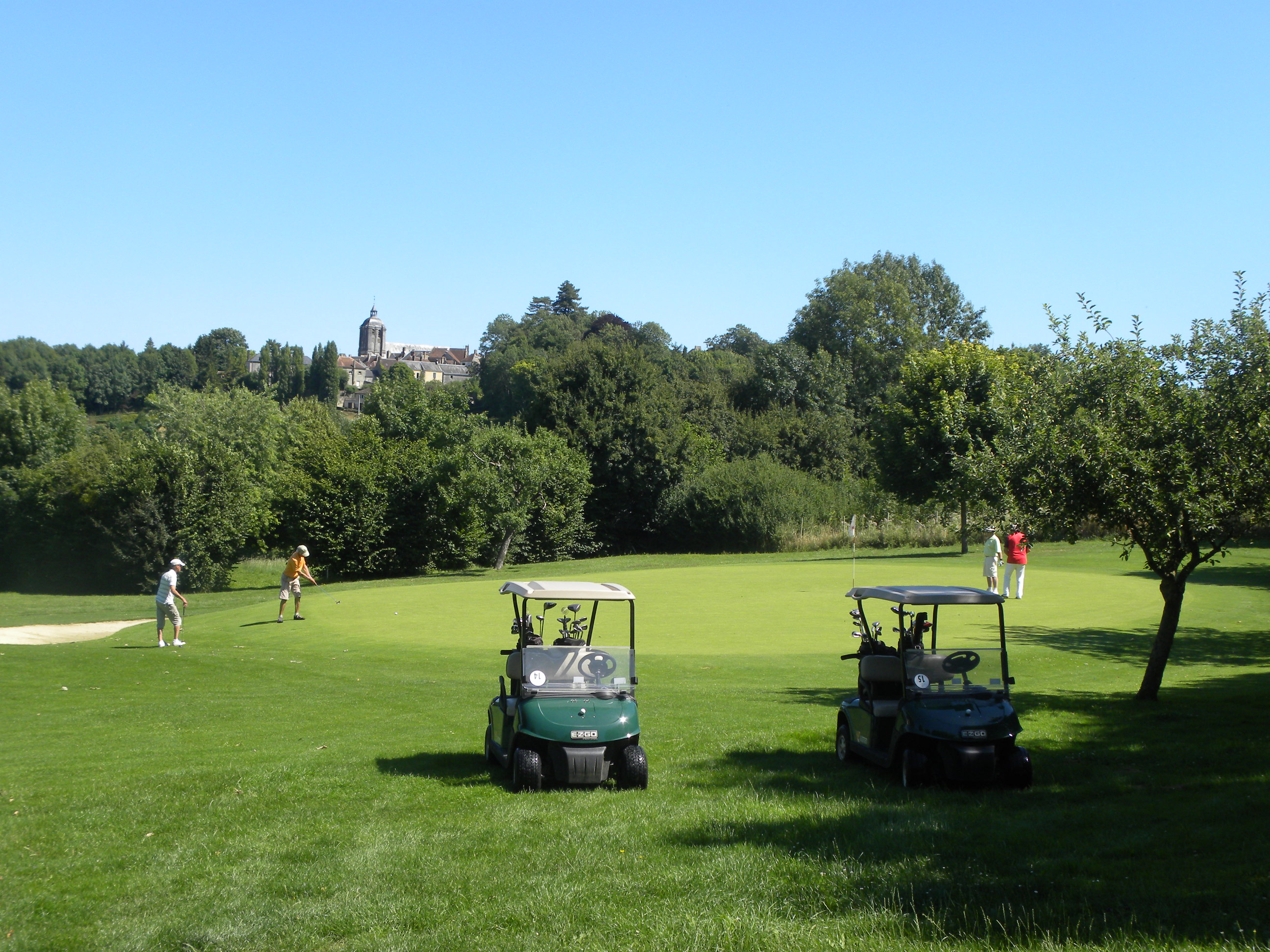
Le golf de Bellême.
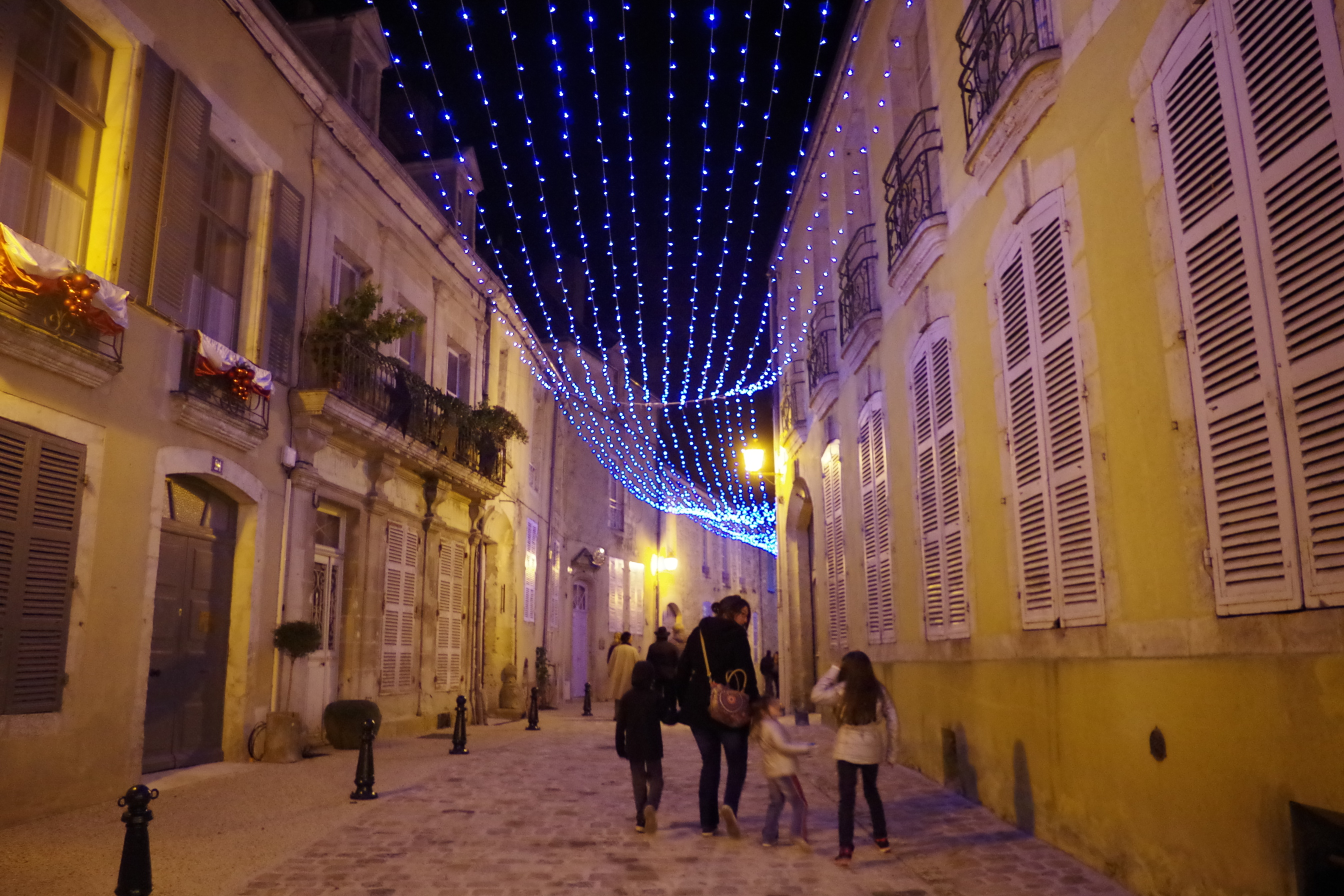
Bellême illuminée à Noël.
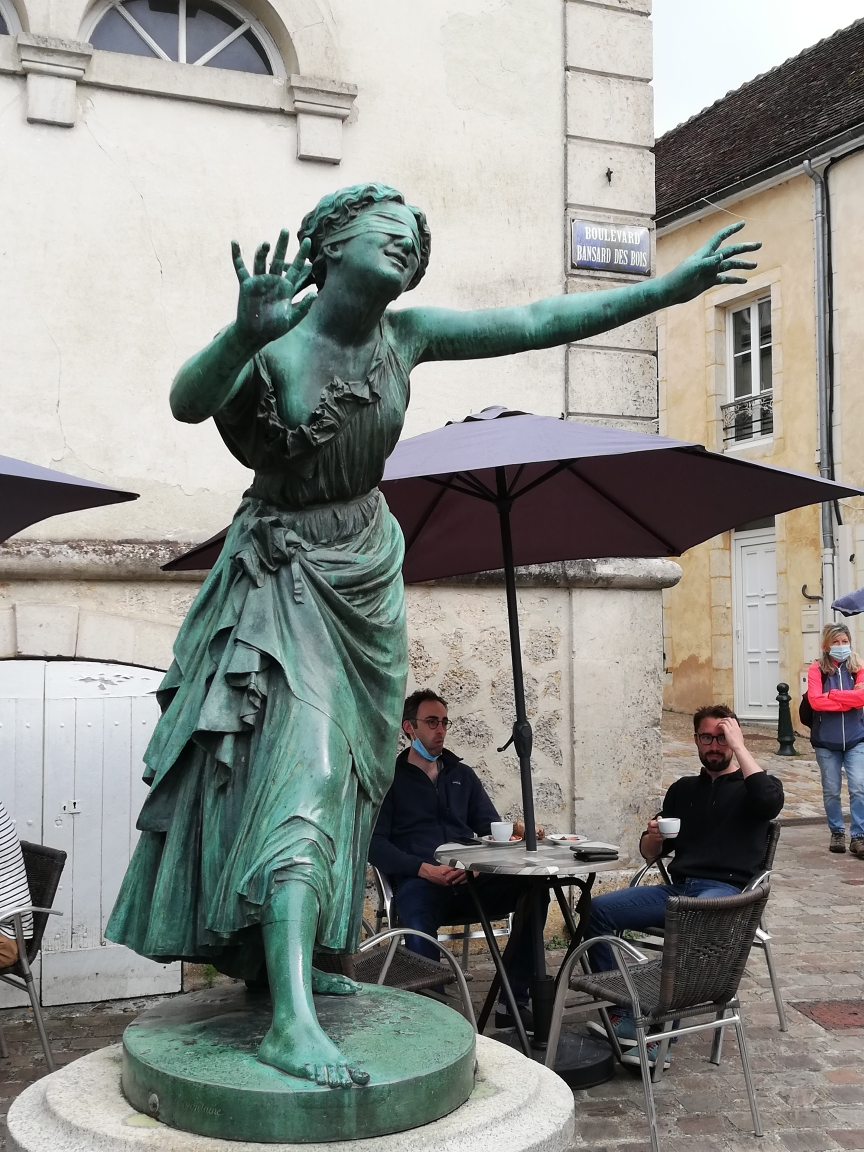
Statue de la jeune fille jouant à colin-maillard.

### Personnalités liées à la commune
- Yves Ier de Bellême ou Yves l'Ancien (mort entre 1005 et 1012) est le premier seigneur connu de Bellême.
- Mabile de Bellême (vers 1025-1082), la plus ancienne des criminelles ornaises, de 1052 à sa mort[42].
- Guillaume Ier de Bellême (1027-1035) est seigneur de Bellême et sire d'Alençon.
- Louis IX (saint Louis) (1214-1270) : roi de France.
- Blanche de Castille (1188-1252) : régente de France.
- Pierre Ier d'Alençon (1251-1283) est un prince de sang royal français (5e fils de Louis IX), son père lui donne en apanage et en pairie les comtés d'Alençon et du Perche, ainsi que les seigneuries de Mortagne-au-Perche et de Bellême.
- Pierre de Fontenay sire de la Reynière (1541-1610) : capitaine de la ville et du château de Bellême, gouverneur du Perche de 1589 à 1610.
- George François Berthereau (Bellême, 1732 - 1794) : savant bénédictin.
- Jean Massard (Bellême, 1742 - Paris, 1822), graveur, membre de l'Académie de peinture.
- Jean-Jacques Paignard (1751-1807), homme politique né et décédé à Bellême, député de l'Orne de 1791 à 1792.
- Guillaume André Villoteau (Bellême, 19 septembre 1759 - Tours, 27 avril 1839), l'un des fondateurs de l'ethno-musicographie, membre de la Commission des sciences et des arts d'Égypte, maire de Savonnières de 1813 à 1815 (Indre-et-Loire)[43].
- Pierre François Henri Bouvet de Louvigny (1773-1854), homme politique né à Bellême, maire de Louvigny, député de la Sarthe de 1815 à 1818 et de 1822 à 1827.
- Aristide Boucicaut (Bellême, 1810 - Paris, 1877), inventeur du concept de « grand magasin », propriétaire du Bon Marché.
- Thomas-Henri Martin (Bellême, 1813 - Rennes, 1884), historien helléniste, auteur de l’Étude sur le Timée de Platon.
- Philippe de Chennevières (1820-1899), écrivain d'art et historien. Il fut conseiller général du canton de Bellême.
- Marie Edouard Benjamin Vandier (Bellême, 1835 - 1878), homme politique.
- Alfred Bansard des Bois (Rémalard, 1848 - Bellême, 1920), député.
- Charles Pitou (Bellême, 1849 - 1927), poète régional.
- Théodore Tuffier (Bellême, 1857 - 1929), chirurgien réputé, membre de l'Académie de médecine, puis président de la Société nationale de chirurgie.
- Gaston Dona (Bellême, 1870 - 1957).
- Maurice Simon (Bellême, 1879 - Mortagne-au-Perche, 1941), musicien compositeur.
- Roger Martin du Gard (Neuilly-sur-Seine, 23 mars 1881 - Sérigny, 22 août 1958), écrivain prix Nobel de littérature en 1937.
- Carol de Roumanie (1893-1953), roi de Roumanie.
- Roger Heim (1900-1979), mycologue français, professeur au Muséum national d'histoire naturelle et directeur de cet établissement (de 1951 à 1965). Une place de Bellême porte son nom.
- Jean-Pierre Dubois de Gennes (1927-2016), historien et généalogiste.
- Alain Spault (Bellême, 1960 - 2012), footballeur français.
- Augustin de Romanet (Boulogne-Billancourt, 2 avril 1961 -), conseiller municipal de Bellême de 1989 à 2008, directeur général de la Caisse des dépôts et consignations (2007-2012). PDG de Groupe ADP (anciennement Aéroports de Paris) depuis 2012.

### Héraldique
| Armes de Bellême | Les armes de la commune de Bellême se blasonnent ainsi : De sable à une forteresse crénelée à trois tours d'or. |